# Thomas Kleine
Thomas Kleine (* 28. Dezember 1977 in Wermelskirchen) ist ein ehemaliger deutscher Fußballspieler und jetziger -trainer. Er ist seit Anfang Mai 2025 Cheftrainer der SpVgg Greuther Fürth.

## Karriere als Spieler

### Vereine
In der Jugend spielte Kleine von 1983 bis 1998 für den SV Wermelskirchen und wechselte dann zu den Amateuren von Bayer 04 Leverkusen. Er bestritt in der Saison 2001/02 sein erstes von zehn Bundesligaspielen für Bayer. 2003/04 wechselte er zu Zweitligist SpVgg Greuther Fürth und war zweieinhalb Jahre Kapitän der Mannschaft. In vier Jahren bestritt er 130 Zweitligaspiele und erzielte 13 Tore. Damit war er der torgefährlichste Abwehrspieler der Zweiten Liga in der Saison 2006/07. Im Juli 2007 wechselte er zu Hannover 96 in die Bundesliga. Für Hannover 96 absolvierte er neun Partien und erzielte dabei ein Tor. Nach einem halben Jahr wechselte er erneut: Ab dem 27. Januar 2008 spielte Kleine für Borussia Mönchengladbach. Mit der Borussia wurde er in der Saison 2007/08 Zweitligameister und stieg in die 1. Bundesliga auf, wobei er bei acht Einsätzen zwei Tore erzielte.
Borussia verlängerte den auslaufenden Vertrag mit Kleine nicht; im Sommer 2010 kehrte der Abwehrspieler zum Zweitligisten Greuther Fürth zurück, bei dem er einen Vertrag bis zum 30. Juni 2012 unterzeichnete und wieder Kapitän der Mannschaft wurde. Am Saisonende 2011/12 stieg die SpVgg erstmals in die Bundesliga auf.

### Nationalmannschaft
In der deutschen Nationalmannschaft kam Thomas Kleine einzig am 30. April 2003 in Ankara zum Einsatz, als das Team 2006 gegen die A2-Mannschaft der Türkei 0:0 spielte.

## Karriere als Trainer
Nach dem Ende seiner Profilaufbahn wurde Kleine zur Saison 2014/15 spielender Co-Trainer von Mirko Reichel bei der zweiten Mannschaft (U-23) der SpVgg Greuther Fürth. Zudem oblag ihm die Talentförderung der Nachwuchsspieler im Übergangsbereich von der U-17 bis zur Lizenzmannschaft. Am 23. Februar 2015 übernahm er den Trainerposten der U-23 der SpVgg, nachdem Reichel zum Co-Trainer der ersten Mannschaft ernannt worden war, und beendete seine Karriere als Aktiver. Daneben war er seit der Saison 2016/17 neben Michael Schiele als Co-Trainer von Stefan Ruthenbeck bei den Profis der SpVgg Greuther Fürth im Einsatz. Am 9. Oktober 2017 wurde Kleine neben Axel Bellinghausen zum neuen Co-Trainer bei Fortuna Düsseldorf bestellt.
Im März 2018 bestand Kleine erfolgreich seinen Trainerlehrgang und erhielt die Fußballlehrer-Lizenz des DFB. Thomas Kleine blieb bis zu seiner überraschenden Freistellung im Januar 2022 Co-Trainer bei Fortuna Düsseldorf.
Zur Saison 2022/23 übernahm Kleine die SpVgg Bayreuth als Nachfolger von Timo Rost, unter dem die Mannschaft zuvor in die 3. Liga aufgestiegen war. Die SpVgg Bayreuth befand sich über die ganze Spielzeit im Abstiegskampf. Anfang Mai 2023 wurde Kleine freigestellt, nachdem man fünf Spiele in Folge verloren hatte. Die Mannschaft stand zu diesem Zeitpunkt drei Spieltage vor dem Saisonende auf dem letzten Platz und hatte sieben Punkte Rückstand auf einen Nicht-Abstiegsplatz.
Im Februar 2024 wurde Kleine Co-Trainer von André Breitenreiter, der neuer Cheftrainer des englischen Zweitligisten Huddersfield Town wurde. Am Ende der Saison 2023/24 stieg der Verein in die EFL League One ab, weshalb man sich von Breitenreiter und Kleine trennte.
Anfang Januar 2025 übernahm Breitenreiter den Zweitligisten Hannover 96, womit Kleine erneut sein Co-Trainer wurde. Ende April 2025 trennte sich der Verein wieder von ihnen.
Anfang Mai 2025 kehrte Kleine zur SpVgg Greuther Fürth zurück und löste Jan Siewert als Cheftrainer ab. Er unterschrieb einen Vertrag bis zum Ende der Zweitligasaison 2024/25 und wurde durch den ebenfalls neu eingestellten Co-Trainer Milorad Peković, mit dem er von 2010 bis 2013 in Fürth zusammengespielt hatte, unterstützt. Die Mannschaft hatte zwei Spieltage vor dem Saisonende nach sechs sieglosen Spielen in Folge (vier Niederlagen, zwei Unentschieden) nur noch drei Punkte Vorsprung auf den Abstiegsrelegationsplatz. Durch ein Unentschieden und einen Sieg sicherten sie auf dem 13. Platz den Klassenerhalt. Vor der Saison 2025/26 wurden Kleine als Cheftrainer und Peković als sein Co-Trainer bestätigt.

## Titel
- Deutscher Zweitligameister und Aufstieg in die Bundesliga (2): 2008 (Borussia Mönchengladbach), 2012 (SpVgg Greuther Fürth)